# El psicoanalista
El psicoanalista es una novela escrita por John Katzenbach, publicada en 2002. Este thriller psicológico es una de las novelas más exitosas del autor. Cuenta con más de un millón de ejemplares vendidos y en 2004 ganó el Gran Premio de la Literatura Policíaca en la categoría internacional.
La historia pone a prueba la capacidad del protagonista para evitar su suicidio frente a la presión de un desconocido. Destaca por el realismo psicológico de sus personajes y la capacidad de establecer una trama intrigante.

## Argumento

### Primera parte:Una carta amenazadora[4]
Feliz 53 cumpleaños, doctor. Bienvenido al primer día de su muerte. Pertenezco a algún momento de su pasado. Usted arruinó mi vida. Quizá no sepa cómo, por qué o cuándo, pero lo hizo. Llenó todos mis instantes de desastre y tristeza. Arruinó mi vida. Y ahora estoy decidido a arruinar la suya.
Así comienza la carta que recibió el doctor Frederick (Ricky) Starks, un psicoanalista estadounidense, el día de su 53.er aniversario. El remitente de la carta es un psicópata que firma como Rumplestiltskin (Sr. R) y que al parecer conoce la vida rutinaria del Dr. Starks. Rumplestiltskin le da un plazo de 15 días para descubrir su identidad o de lo contrario tendrá dos opciones: suicidarse o permitir que destruyan la vida a algún familiar que está incluido en la carta. Lo único que sabe es que la causa de tales amenazas es la venganza por algún acontecimiento pasado que Ricky no recuerda. Las normas del juego incluyen no avisar a la policía y formular preguntas en el periódico; las cuales Rumplestiltskin responderá por el mismo medio.
Cuando decide contactar con aquellos familiares que aparecen como posibles víctimas, con los que lleva años sin tener trato, Ricky descubre que la hija adolescente de uno de sus sobrinos ha recibido amenazas en su taquilla del instituto, donde encontró fotografías pornográficas en las que aparecían escritos amenazadores. Por si fuera poco, recibe la visita de una atractiva mujer que se hace llamar Virgil y quien es una ayudante de Rumplestiltskin. Le dice que su jefe le ha enviado para que realice el papel de Virgilio y le guíe hasta el infierno. Ricky le echa del despacho, mientras todavía piensa qué debe hacer: si tomar en serio la amenaza del psicópata o no. Pero, ocurren acontecimientos que le obligan a temer por su vida. Primero, el aparente suicidio de Roger Zimmermann, uno de sus pacientes, al lanzarse a las vías del metro y dejar nota de suicidio en la que culpa a su psicoanalista. Segundo, que una antigua paciente ha presentado una denuncia ante el colegio de psicoanalistas en la que culpa al Doctor Frederick Starks de violarla durante sus sesiones. Tercero, que en su nombre han cancelado todas sus cuentas bancarias y le han dejado en bancarrota. 
El Dr. Starks trata por todos los medios de descubrir la identidad de su amenazador. Después de una serie de acontecimientos que amenazan y a la vez confunden a Ricky, divagando en el tiempo, y casi al final del plazo puesto por Rumplestiltskin, Ricky Starks descubre que Rumplestiltskin es uno de los tres hijos de Claire Tyson, una antigua paciente que tuvo cuando él trabajaba en una clínica 20 años atrás, antes de poner su consultorio privado y dedicarse a atender a gente que tenía los medios económicos para tomar las sesiones. Claire Tyson fue atendida durante 4 sesiones. Nunca llegó a tomar la 5.ª sesión, algo de Ricky paso por inadvertido, 15 días después de haberla tratado, la mujer se suicidó, cuando Rumplestiltskin era tan solo un niño. Ahora el Sr. R convertido en un adulto poderoso, decide vengar la muerte de su madre, creyendo que con el no haber apoyado a su madre, destruyeron su vida llevándola al suicidio así que comienza un largo camino destruyendo la vida de todos aquellos que alguna vez le dieron la espalda. El Dr. Starks es sólo una víctima más de una venganza maestra.
La vida del Dr. Starks es completamente destruida: sus cuentas de banco son robadas frenéticamente, su carrera profesional es difamada y su casa destruida. Queda completamente solo en un juego que avanza rápido. En el juego intervienen dos personajes que, más que orientarlo, parecen confundirlo y alejarlo del objetivo del juego. Estos son Virgil, la guía hacia el infierno de Ricky. Esta mujer hace continuas visitas al Dr. Starks para revisar su progreso y proporcionarle pistas. El segundo personaje es Merlín, supuesto abogado de la paciente que acusa a Starks de abuso sexual.
Ricky acude al Dr. Lewis, su antiguo mentor, en busca de ayuda. El anciano logra orientarlo al rumbo correcto de su investigación, pero desaparece misteriosamente al día siguiente. A pesar de haber avanzado considerablemente en su investigación, los días se terminan y no logra descubrir el nombre del Sr. R antes del plazo establecido, por lo que se ve obligado a fingir su muerte incendiando su casa de verano y ahogándose en el mar.
Se muestra un hombre que tenía ya estructurado su propio mundo y lo pierde todo, al final de esa desolación hace que llegue no solo a pensar sino a sentir que su propia existencia también ha acabado.

### Segunda parte: "El hombre que nunca existió"[7]
Ricky Starks hace desaparecer hasta el último rastro de él mismo. Sale de Nueva York, llega a una nueva ciudad en donde se disfraza de un indigente y logra quitarle su identidad a un vagabundo que mantiene en el anonimato; con lo que se convierte en Richard Lively. Es así como impulsado por el odio hacia el hombre que destruyó su vida anterior, comienza una investigación a fondo con el único objetivo de matarlo. Logra encontrar el rastro de la madre de Rumplestiltskin, Claire Tyson, de su padre biológico, y de sus padres adoptivos.
Consigue un trabajo de ayudante de limpieza en una universidad, aprende a usar el ordenador, creándose cuentas bancarias, credenciales etc. y aprende a manejar armas de fuego. Rehace completamente su vida permaneciendo oculto entre las sombras. Haciendo uso de múltiples identidades, logra descubrir la secuencia de los hechos que llevaron a Rumplestiltskin a odiar tanto al Dr. Starks.
Un hombre despojado hasta de su propia identidad y sumergido en la neblina de lo que fue su vida. No con el deseo de seguir adelante por sí mismo, sino su única motivación siendo el deseo de saber ¿por qué él?

### Tercera parte: "Hasta los malos poetas aman la muerte"[8]
Comienza en el momento en que Rumplestiltskin descubre que Ricky Starks sigue con vida. El Dr. Starks toma el nombre de Frederick Lazarus, el hombre que resucitó de entre los muertos, y manda un mensaje claro a Rumplestiltskin: 
El juego ha iniciado de nuevo
En esta parte del libro, Ricky logra descubrir la verdadera identidad de todos los participantes del juego. A través de grandes hazañas y de indagaciones meticulosas, Ricky descubre que el Dr. Lewis, su antiguo mentor fue el gran maestro del plan que lo condujo a su propia muerte, contribuyendo a la formación de Rumplestiltskin. Descubre también que Virgil es una actriz/modelo y que Merlin es un abogado exitoso, y que ambos son hermanos de Rumplestiltskin. Valiéndose de su nueva identidad logra amenazar de muerte a Merlin y a Virgil, con lo que desencadena la furia de Rumplestiltskin.
El Sr. R sale a la caza de Ricky siguiendo pistas falsas dispuestas por el mismo Ricky, es decir, cae en una emboscada. El encuentro final se da. Ricky espera pacientemente la llegada de Rumplestiltskin y al llegar lo confronta y tienen una breve conversación antes del desenlace. El Dr. Starks descubre que conoce muy de cerca a Rumplestiltskin. Lo había estado viendo en su consultorio 50 minutos diarios, 5 días a la semana, por más de 1 año. Se había hecho pasar por un paciente: Roger Zimmerman. Tras la conversación ambos pelean y Ricky le dispara a su adversario antes de que Rumplestilskin logre hacer lo mismo. Antes de escapar del lugar, Ricky llama a una ambulancia para que atiendan al moribundo. Se desconoce si Rumplestiltskin sobrevive.
Un año después, Ricky vive en Puerto Príncipe, Haití bajo la identidad de Richard Lively y ayudando en una pequeña clínica. Ricky decide regresar a Estados Unidos solo por unos días y durante el viaje, recuerda como justo después de su enfrentamiento con Rumplestiltskin Ricky llamó a Virgil y Merlin para comunicarles que su hermano estaba muy grave en el hospital de Cape Cod y para advertirles que debían devolverle todo el dinero que le había robado, así como pagar una cantidad equivalente de por vida a la que cualquier paciente suyo habría pagado por una terapia, advirtiéndoles que de no hacerlo, él regresaría para finalmente destruir sus vidas y sus sueños como hicieron con los de él. Ya en Estados Unidos envía unos lirios blancos con un lazo negro a Virgil con la nota Aún pienso en ti. Doctor S. al plato donde está rodando una película que probablemente la hará saltar a la fama y a Merlin le lleva una botella de vino que es recibida por su esposa. Tras esto, Ricky reflexiona como se había convertido en un hombre de muchas menos palabras.
Por fin el desenlace a sus interrogantes y su nuevo futuro. En el cual reencuentra sentido a su vida pero sin dejar ya jamás de lado y convirtiéndose en su sombra a los que le cambiaron la vida.

## Reconocimientos
De acuerdo con la página oficial del autor, se han vendido más de un millón de ejemplares de la novela. Sin embargo, otras fuentes señalan que se han vendido más de dos millones e incluso diez millones de copias. Se estima que en España se han vendido más de 200 000 ejemplares.
Esta obra ha sido una de las más vendidas del autor y quizá la que lo lazó a la fama, convirtiéndolo en un referente de la novela negra y el thriller psicológico.
En 2004 ganó el Gran Premio de la Literatura Policíaca en la categoría internacional.

## Secuelas
En 2018 se publicó la segunda parte de la novela con el título Jaque al Psicoanalista (The Analyst II). En esta segunda parte el Dr. Starks se vuelve a encontrar con su enemigo quien aparece con una extraña petición, alguien ha amenazado a sus hermanos de una manera perversa, y necesita de las habilidades de aquel que años atrás lo venció.
En 2022, durante una Feria del Libro en Argentina, John Katzenbach, autor de la novela, anticipó que habrá tercera parte de la saga.
La tercera parte de la saga finalmente fue publicada en noviembre de 2023, denominada “El psicoanalista en la mira “

## Rumores de adaptaciones al cine
En 2014 se habló de un posible adaptación al cine de la novela bajo la dirección del cineasta Jesús Monllaó tras la adquisición de los derechos de la obra por parte de la casa productora Life & Pictures. Sin embargo desde entonces no han publicado avances o anuncios posteriores.
En 2022 en una entrevista le preguntaron al autor sobre una posible adaptación en Netflix a lo que el autor no respondió algo en concreto al respecto.

### Obras similares
- Un asunto pendiente
- La historia del loco
- Un final perfecto
- Juicio final
- El estudiante